# Elezioni europee del 1989 in Belgio
Le elezioni europee del 1989 in Belgio si sono tenute il 18 giugno.

## Risultati
| Liste  | Liste                                                    | Gruppo | Circoscrizione | Voti      | %     | Seggi |
| ------ | -------------------------------------------------------- | ------ | -------------- | --------- | ----- | ----- |
|        | Partito Popolare Cristiano                               | PPE    | Fiamminga      | 1.247.075 | 21,14 | 5     |
|        | Partito Socialista                                       | PSE    | Vallone        | 854.207   | 14,48 | 5     |
|        | Partito Socialista (fiammingo)                           | PSE    | Fiamminga      | 733.242   | 12,43 | 3     |
|        | Partito della Libertà e del Progresso                    | LDR    | Fiamminga      | 625.561   | 10,60 | 2     |
|        | Partito Sociale Cristiano                                | PPE    | Vallone        | 476.795   | 8,08  | 2     |
|        | Agalev                                                   | GV     | Fiamminga      | 446.539   | 7,57  | 1     |
|        | Partito Riformatore Liberale                             | LDR    | Vallone        | 423.479   | 7,18  | 2     |
|        | Ecolo                                                    | GV     | Vallone        | 371.053   | 6,29  | 2     |
|        | Unione Popolare                                          | ARC    | Fiamminga      | 318.153   | 5,39  | 1     |
|        | Blocco Fiammingo                                         | GTDE   | Fiamminga      | 214.117   | 4,09  | 1     |
|        | Fronte Democratico dei Francofoni                        | -      | Vallone        | 85.867    | 1,46  | -     |
|        | Regenboog                                                | -      | Fiamminga      | 26.472    | 0,45  | -     |
|        | Partito del Lavoro del Belgio (fiammingo)                | -      | Fiamminga      | 20.747    | 0,35  | -     |
|        | Partito Operaio Socialista (vallone)                     | -      | Vallone        | 10.117    | 0,17  | -     |
|        | Partito del Lavoro del Belgio (vallone)                  | -      | Vallone        | 9.031     | 0,15  | -     |
|        | Liste pour l'Europe des Travailleurs et de la Démocratie | -      | Vallone        | 5.503     | 0,09  | -     |
|        | Partito Umanista                                         | -      | Vallone        | 4.342     | 0,07  | -     |
| Totale | Totale                                                   | Totale | Totale         | 5.899.300 |       | 24    |